# أنجيلو هيرندون
أنجيلو هيرندون (بالإنجليزية: Angelo Herndon)‏ هو نقابي أمريكي، ولد في 6 مايو 1913، وتوفي في 9 ديسمبر 1997.